# Російський сувенір
«Російський сувенір» — радянський кінофільм режисера Григорія Александрова, який вийшов на екрани 27 червня 1960 року.

## Сюжет
На березі Байкалу здійснює вимушену посадку літак, що летів до Москви з Владивостока. Тут магістр теології Джон Піблс (Ераст Гарін), якого цікавить питання «чому вони замінили Бога», американський мільйонер Едлай Скотт (Андрій Попов), якого хвилює проблема «чи можна Росію повернути до капіталізму», зі своїм секретарем Гомером Джонсом (Павло Кадочников), і італійська «графиня» Пандора Монтезі (Еліна Бистрицька), і, нарешті, таємничий доктор Адамс. Єдиний радянський пасажир — інженер Варвара Комарова (Любов Орлова) — змушена бути і гідом, і дипломатом, і постачальником, і масовиком-затійником. Герої фільму потрапляють в нове місто в Сибіру, бачать будівництво Братської ГЕС, запуск ракети на Місяць… Їх уявлення про Радянський Союз стає зовсім іншим. У фіналі фільму американський мільйонер, що перевиховався, дає сенсаційне інтерв'ю. Головна героїня закликає до миру в усьому світі на тлі фресок із зображенням Георгія Побідоносця, який уражує списом змія.

## У ролях
- Любов Орлова — Варвара Комарова
- Андрій Попов — Едлай Хантор Скотт, американський мільйонер, письменник
- Павло Кадочников — Гомер Джонс, секретар містера Скотта, американський письменник канадського походження
- Ераст Гарін — Джонс Піблс, магістр теології, переконаний жінконенависник і принциповий холостяк
- Еліна Бистрицька — Марія-Пандора (Барбара) Монтезі, італійська графиня
- Олександр Барушной — доктор Адамс
- Валентин Гафт — Клод Жерар, французький композитор
- Лю Чжи-Чан — Ван Лі Фу, китайський льотчик
- Анастасія Зуєва — Єгоркіна, дружина сибірського мисливця
- Георгій Бударов — Єгоркін
- Алла Будницька — Лариса Курличкіна, перекладачка
- Віктор Авдюшко — Спіхнулін
- Анатолій Ведьонкін — Сергій Комаров, брат Варвари
- Іван Каширін — сторож
- Борис Новиков — Сафонов, робітник-новосел
- Олена Понсова — бабуся Варвари
- Віктор Яковлєв — батюшка
- Лев Золотухін — Іван Бобров, академік
- Петро Савін — бригадир мисливців
- Анатолій Соловйов — мисливець в лазні
- Еммануїл Геллер — продавець женьшеню (шахрай)
- Світлана Харитонова — Олімпіада Василівна Сафонова, дружина робітника-новосела
- Кола Бельди — студент-«шаман»
- В'ячеслав Березко — епізод
- Михайло Орлов — міністр
- Леонід Чубаров — Іванов, водій
- Клара Румянова — дівчина
- Ролан Биков — епізод
- Лідія Корольова — вахтерка
- Наталія Крачковська — Наташа
- Інга Будкевич — стюардеса
- Микола Кузнецов — журналіст
- Джемма Фірсова — журналістка
- Аркадій Цинман — Аркадій Цинман, журналіст
- Григорій Александров — пілот
- Тетяна Забродіна — Сибірякова, мер
- Лариса Кронберг — акомпаніатор
- Юрій Заєв — американський журналіст

## Знімальна група
- Режисер-постановник:  Григорій Александров
- Автор сценарію:  Григорій Александров
- Оператор-постановник:  Григорій Айзенберг
- Художники-постановники: Михайло Богданов, Геннадій М'ясников
- Композитор: Кирило Молчанов
- Тексти пісень:  Євген Долматовський
- Звукооператор:  Євген Кашкевич
- Режисери:  Федір Солуянов,  Іван Петров
- Грим:  Олена Ломова
- Костюми:  Ольга Кручиніна,  Лідія Рахліна
- Балетмейстер:  Галина Шаховська
- Монтаж: Зоя Верьовкіна
- Комбіновані зйомки:
  - оператори:  Борис Горбачов,  Герман Шимкович
  - художник:  Василь Голіков
    - асистент художника:  Едуард Маліков
- Мультиплікація:  Юрій Меркулов,  Ігор Знаменський,  Іван Давидов, Борис Чані
- Директор картини: Володимир Маслов, Аркадій Алексєєв.
- Виконання музики:
  - Оркестр Управління по виробництву музичних фільмів — диригент  Григорій Гамбург
  - Естрадний оркестр — диригент  Микола Мінх